# CE Jenlai
CE Jenlai – andorski klub piłkarski, mający siedzibę w mieście Escaldes-Engordany na południu kraju.

## Historia
Chronologia nazw:
- 2008: Atlètic Amèrica
- od 2008: CE Jenlai

Klub piłkarski Atlètic Amèrica został założony w miejscowości Escaldes-Engordany w roku 2008. W sezonie 2008/09 zespół startował w drugiej lidze, a podczas jej trwania zmienił nazwę na CE Jenlai. W sezonie 2010/11 klub zajął 10.miejsce i spadł z drugiej ligi. W 2013 wrócił do drugiej ligi. Po zakończeniu sezonu 2013/14 jako beniaminek zajął drugie miejsce i walczył w barażach o awans do pierwszej ligi. Jednak nieudanie, dopiero po dwóch latach w 2016 zdobył mistrzostwo ligi i po raz pierwszy w historii awansował do pierwszej ligi.

## Sukcesy

### Rozgrywki krajowe
| \| \| Zdobyte trofea w rozgrywkach Andory (stan na: 31-05-2016) \| |                                                           |      |            |
| Rozgrywki                                                          | Osiągnięcie                                               | Razy | Sezon(y)   |
| Mistrzostwo                                                        | I miejsce                                                 | 0    |            |
| Mistrzostwo                                                        | II miejsce                                                | 0    |            |
| Mistrzostwo                                                        | III miejsce                                               | 0    |            |
| Puchar                                                             | zdobywca                                                  | 0    |            |
| Puchar                                                             | finalista                                                 | 0    |            |
| Puchar                                                             | 1/8 finału                                                | 2    | 2010, 2016 |
| II liga                                                            | I miejsce                                                 | 1    | 2015/16    |
| II liga                                                            | II miejsce                                                | 1    | 2013/14    |
| II liga                                                            | III miejsce                                               | 0    |            |
| Andora                                                             | Zdobyte trofea w rozgrywkach Andory (stan na: 31-05-2016) |      |            |

## Stadion
Klub rozgrywa swoje mecze domowe na stadionie DEVK-Arena w Sant Julià de Lòria, który może pomieścić 899 widzów.

## Piłkarze
Stan na 14 lutego 2016:
| Nr | Poz. | Piłkarz               |
| -- | ---- | --------------------- |
| 1  | BR   | Nelson Teixeira       |
| 2  | OB   | Jordi Santacruz       |
| 3  | OB   | Roger Zambrano        |
| 4  | OB   | Gilbert Sánchez       |
| 5  | PO   | Duarte Azevedo        |
| 6  | OB   | Helder da Silva       |
| 7  | NA   | Ricardo Carvalho      |
| 8  | PO   | Andreu Grau           |
| 9  | NA   | José Rivero (kapitan) |
| 10 | PO   | Carles Valls          |
| 11 | PO   | Daniel Vaz            |
| 12 | NA   | Xavi Simón            |
| 13 | BR   | Saul León             |

| Nr | Poz. | Piłkarz             |
| -- | ---- | ------------------- |
| 14 | PO   | Diego Marinho       |
| 15 | PO   | Joel Alfonso        |
| 16 | OB   | Lopes Martins       |
| 17 | PO   | Manuel Albino       |
| 18 | PO   | Nuno Barras         |
| 19 | NA   | Federico Pisculichi |
| 20 | PO   | Dominic Pereira     |
| 21 | NA   | Max Roldán          |
| 23 | NA   | João Veloso         |
| 24 | PO   | Ivan Garcia         |
| 26 | OB   | Sergio Coelho       |
| -  | BR   | Friday Godswill     |

## Trenerzy
- 2013–...:  Alberto Párraga